# Charles William Miller

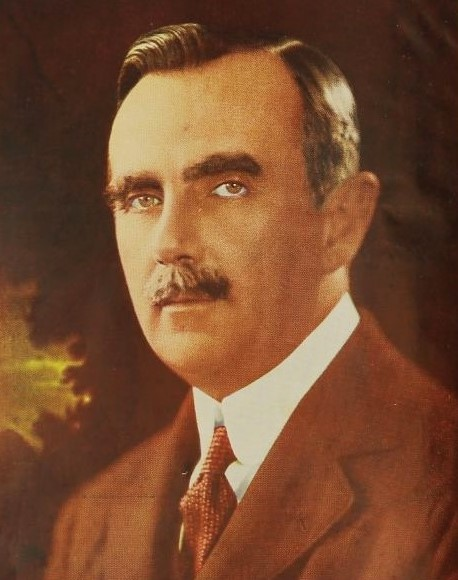
Charles Miller (1942)

Charles William Miller (* 24. November 1874 in São Paulo; † 30. Juni 1953) gilt als der wesentlichen Begründer des Fußballs und des Rugbys in Brasilien.

## Leben

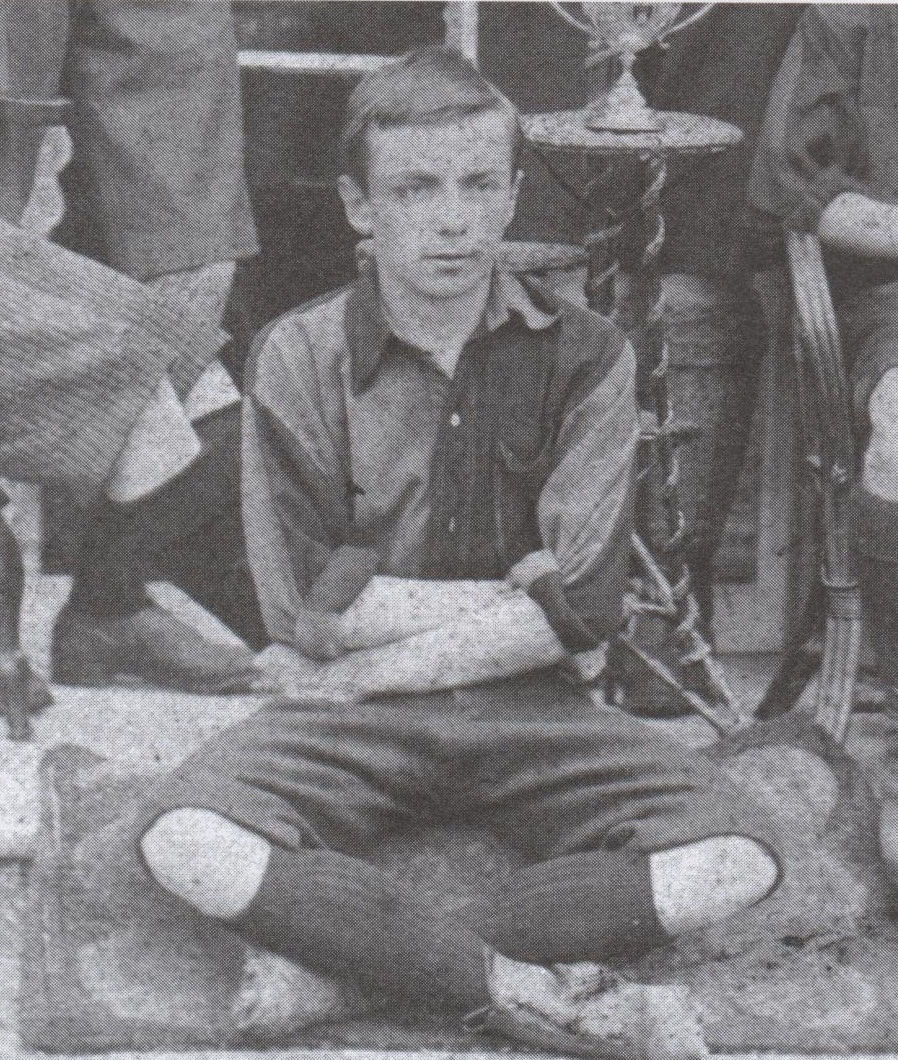
Charles William Miller in Southampton (um 1893)

Charles Miller wurde 1874 als Sohn schottischer Einwanderer in São Paulo geboren. 1884 wurde er nach England geschickt, um in Hampshire die Schule zu besuchen. Dort lernte er, Fußball und Cricket zu spielen. Er spielte damals als Mittelstürmer sowohl für als auch gegen den Corinthian FC und St. Mary’s.
Er kehrte 1894 nach Brasilien zurück und begann für die São Paulo Railway Company zu arbeiten. Er brachte allerdings auch die Begeisterung für das Fußballspiel und zwei Lederbälle mit nach São Paulo. Das erste im Land aufgezeichnete Spiel fand am 14. April 1895 zwischen der São Paulo Railway und dem Gas Works Team statt. Miller war die treibende Kraft hinter der Einführung des Fußballs beim 1888 als Cricket-Verein gegründeten São Paulo Athletic Club (SPAC) und der Liga Paulista, der ersten Fußballliga Brasiliens. Mit ihm als Stürmer gewann der SPAC 1902, 1903 und 1904 die ersten drei Meisterschaften der Liga. Miller selbst wurde dabei bei der Erstausspielung mit zehn Treffern auch erster Torschützenkönig, ein Erfolg, den er beim Turnier 1904 mit neun Toren wiederholen konnte.
Miller war auch als Schiedsrichter tätig. 1904 übte er zeitweise die Funktion eines britischen Vize-Konsuls aus.

## Ehrungen

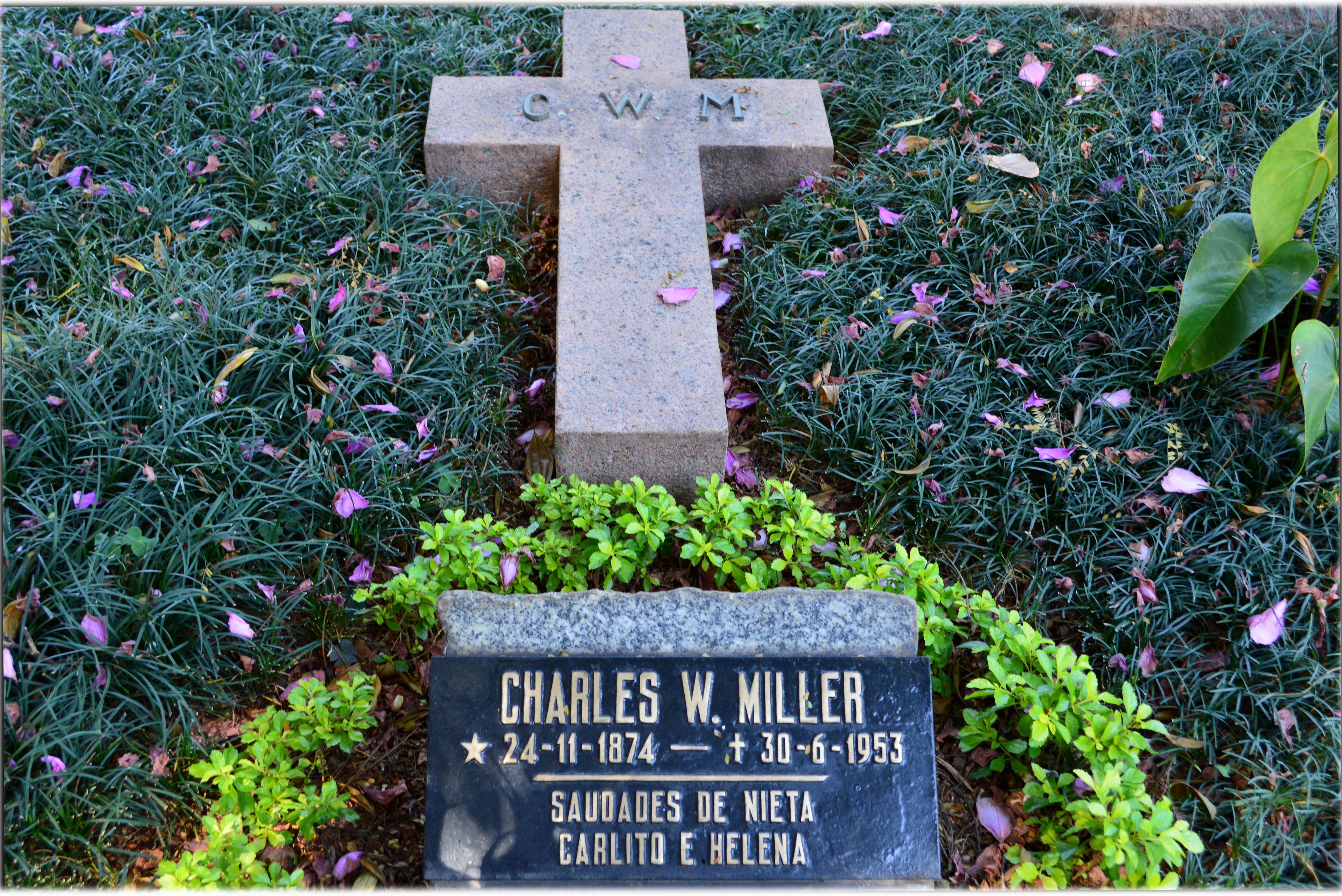
Millers Grabstein in São Paulo

Der Platz vor dem 1940 im Stadtteil Pacaembu von São Paulo eingeweihten städtischen Estadio Municipal Paulo Machado de Carvalho ist nach Charles Miller benannt.

## Erfolge
- Meisterschaft von São Paulo: 1902, 1903, 1904
- Torschützenkönig: 1902 (10 Tore), 1903 (9)